# Herminia tangens
Herminia tangens là một loài bướm đêm trong họ Noctuidae.